# 非农业人口
非农业人口，广义上指依靠非农业生产维持生活人群及其抚养的人口，即城镇人口。

## 中国大陆人口
根据中华人民共和国户籍制度，人口分类二类即
- 农业人口
- 非农业人口

中国大陆人口的分类属于“城乡二元制”体制下户籍制度对人群的一种归类，也是在至今为止，新的户籍制度未推出以前，统计学广泛采用的一种统计口径。其特点是不管居于城市、集镇，还是居于乡村，不管其所从事的产业，只要属于这种户籍制度下的人口，均为农业人口或非农业人口。
1978年中国大陆实行改革开放以后，大量人口从农村迁徙到城市，这类人群迁入城市以前为“农业人口”（农民）身份，各个时期对其称呼也不同，有民工、农民工等之称，不管其在所居城市、集镇生活多久，在其户口未入籍所在城市以前，均作为农业人口统计。
1949年中华人民共和国成立以后，一直实行农业人口与非农业人口户籍制，统计学上也多直接采用农业、非农业户口对人口分类的统计口径，不能真实反应城市化或城镇化水平。